# بيني موس
بيني موس (بالإنجليزية: Benny Moss)‏ هو مدرب كرة سلة أمريكي، ولد في 18 أبريل 1970 في وينستون-سالم في الولايات المتحدة.

## روابط خارجية
- بيني موس على موقع كلية كرة السلة في سبورتس رفرنس.كوم (الإنجليزية)
- بيني موس على موقع كلية كرة السلة في سبورتس رفرنس.كوم (الإنجليزية)